# Celina de Figueiredo
Celina Miraglia Herrera de Figueiredo (18 de julho de 1960) é uma professora, pesquisadora e escritora brasileira na área de Ciência da Computação. Tem um Número de Erdős 2.

## Biografia
Celina é Membro Titular da Academia Brasileira de Ciências e Professora Titular da COPPE, UFRJ.
Celina possui Bacharelado em Matemática (PUC-Rio, 1982), Mestrado em Matemática (PUC-Rio, 1984), Mestrado em Matemática (UMIST, 1987), e Doutorado em Engenharia de Sistemas e Computação (COPPE, UFRJ, 1991). Em 1995, passou um ano em pós-doutorado no departamento de Combinatória e Otimização da Universidade de Waterloo.
Celina é bolsista de produtividade em pesquisa do CNPq desde 1992, tendo chegado ao nível máximo PQ-1A em 2012. É Cientista do Nosso Estado FAPERJ desde 2005. Foi Membro do Comitê Assessor de Ciência da Computação do CNPq no período de 2012 a 2015. É membro do corpo editorial dos periódicos RAIRO Theoretical Informatics and Applications e RAIRO Operations Research.
Celina tem se destacado pela variedade de assuntos nos quais ela tem orientado com sucesso seus alunos de doutorado. Dentre esses assuntos podemos citar: topologia em grafos, problemas sanduíche em grafos, problemas probe em grafos, coloração, coloração de arestas e coloração total em grafos, Computação Quântica, e complexidade de algoritmos. Celina desenvolveu pesquisas conjuntas com alguns dos mais importantes nomes da área da Computação, incluindo Bruce Reed, Bruce Richter, Martin Golumbic, Jayme Szwarcfiter, Maria Chudnovsky, Yoshiharu Kohayakawa e Yoshiko Wakabayashi.

## Publicações de Destaque
- Resolver ou Verificar? Uma pergunta que vale um milhão de dólares.  Ciência Hoje, p. 42 - 46, nov/2011.
- Finding skew partitions efficiently.  Journal of Algorithms, v. 37, p. 505-521, 2000. Com Bruce Reed, Sulamita Klein e  Yoshiharu Kohayakawa.
- The Sandwich Problem for Decompositions and Almost Monotone Properties. Algorithmica, v. 80, p. 3618-3645, 2018. Com Maria Chudnovsky e Sophie Spirkl.
- Generating bicliques of a graph in lexicographic order. Theoretical Computer Science, v. 337, p. 240-248, 2005. Com Vânia Dias e Jayme Szwarcfiter.

## Prêmios, Distinções e Homenagens
- Prêmio COPPE Giulio Massarani - Mérito Acadêmico 2005[4]
- Homenagem na solenidade comemorativa dos 50 anos da COPPE em 2013[5][6].
- Centenary of Celina + Frédéric - Workshop[7] em comemoração aos 50 anos de Celina Miraglia Herrera de Figueiredo e de Frédéric Maffray.
- Homenagem aos 60 anos de Celina - Evento[8] em comemoração aos 60 anos de Celina Miraglia Herrera de Figueiredo.